# グレイト・ガッボ
『グレイト・ガッボ 』（The Great Gabbo）は、1929年に公開されたアメリカ合衆国のドラマ映画・ミュージカル映画。ベン・ヘクトの短編小説『恋がたき』をジェームズ・クルーズが映画化。主演はエリッヒ・フォン・シュトロハイムとベティ・カンプソン。ソノ・アート・ワールド・ワイド・ピクチャーズが配給したときは一部にマルチカラーが使われていたが、現存しているものは白黒である。
現在はパブリックドメインである。

## あらすじ

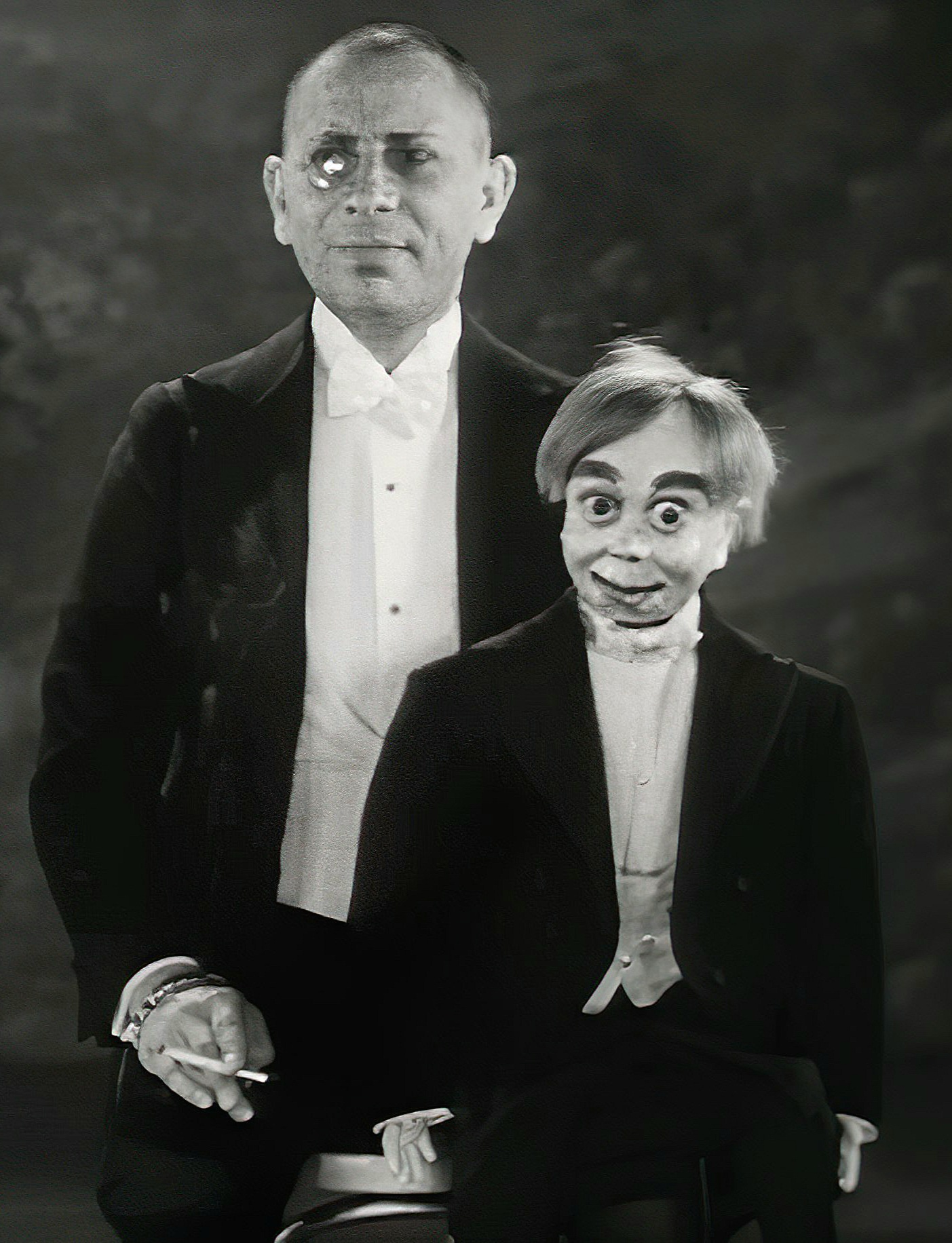
グレイト・ガッボとオットー

グレイト・ガッボは腹話術師。タバコを吸いながら、飲食しながら、オットーという名前の人形を喋らせ、歌わせたりすることができる。人形を通してならぺらぺら喋れるガッボだが、自分の言葉ではうまく気持ちを表現できない。アシスタントで恋人のメアリーともそれで別れてしまう。そんなガッボを人形のオットーが諌める。
二年後、腹話術として大成功をおさめたガッボとオスカー。一方、メアリーはフランクという男と組んでレビューをやっている。ある日、二組は共演する。ガッボはいまだメアリーに未練があり復縁を迫る。しかし、メアリーはフランクを愛していた。別れの時、メアリーはオットーに「愛している」と告げた。
おさまらないガッボはオットーを殴るが、殴った後すぐ詫びる。ガッボの精神は均衡を失っていた。レビューの最中、ステージに乱入し、グレイト・ガッボの名前は劇場の看板から外される。

## キャスト
- グレイト・ガッボ：エリッヒ・フォン・シュトロハイム
- メアリー：ベティ・カンプソン
- フランク：ドン・ダグラス
- ベイブ：マージョリー・ケイン

## 制作
トーキー初期の作品で、「台詞あり歌ありダンスありの劇的スペクタクル」と喧伝されている。ミュージカル・シーンがふんだんにある。曲目は『Every Now and Then』『I'm in Love with You』『"The New Step』『The Web of Love』。現存していないが『The Ga Ga Bird』はカラーだった。このうち『Web of Love』は巨大な蜘蛛の巣のセットの前で蜘蛛や蝶々の衣装を着たダンサーが踊るもので、『The Girl from Calgary』（1932年）で再利用された他、Classic Arts Showcase（アメリカのテレビチャンネル）でその映像が流されている。

## 反応
批評的には良くもなく悪くもなくといったところで、シュトロハイムは評価されたものの、キャリアアップさせるほどではなかった。『フォトプレイ』誌は「失望させられた。クルーズはユーモアのセンスを欠き、照明と脚本は最悪」。『ニューヨーク・タイムズ』紙はカラーのシーンの出来の悪さを批判している。

## 曲目
- Every Now and Then（歌：マージョリー・ケインとドン・ダグラス）
- I'm In Love With You（作詞：ポール・ティッツワース、作曲：リン・コーワン、歌：ベティ・カンプソンとドン・ダグラス）
- The New Step（作詞：ポール・ティッツワース、作曲：リン・コーワン、歌：マージョリー・ケインとコーラス）
- I'm Laughing（作詞；ドナルド・マクナミー、作曲：キング・ザニー、歌：人形のオットーとエリッヒ・フォン・シュトロハイム）
- Icky (the lollipop song)（歌：人形のオットーとエリッヒ・フォン・シュトロハイム）
- The Web Of Love（作詞：ポール・ティッツワース、作曲：リン・コーワン、歌：ベティ・カンプソンとドン・ダグラス）
- The Ga Ga Bird 現存していないが、ガッボの幻覚のシーンで垣間見える